# 大博羅維齊亞
50°8′9″N 26°16′21″E / 50.13583°N 26.27250°E
大博羅維齊亞（烏克蘭語：Велика Боровиця），是烏克蘭西部的村莊，隸屬赫梅利尼茨基州的舍佩蒂夫卡區。該村面積0.29平方公里，2001年人口501，人口密度每平方公里1,721.7人。